# David Irving
Pour les articles homonymes, voir Irving.
David Irving, né le 24 mars 1938 à Brentwood (Essex), est un écrivain britannique, auteur depuis les années 1960 de nombreux livres sur l'histoire, traitant pour la plupart de la Seconde Guerre mondiale et exprimant un point de vue négationniste sur les crimes de guerres perpétrés par l'Allemagne nazie.
Bien que remportant des succès commerciaux au Royaume-Uni, plusieurs de ses livres suscitent la controverse et lui valent des accusations de complaisance envers le nazisme. À partir de la fin des années 1980, il adopte un discours ouvertement négationniste. En avril 2000, il perd le procès en diffamation contre Deborah Lipstadt, professeur d'études juives à l'université Emory aux États-Unis, par lequel il comptait se défaire des accusations de sympathie pour le régime nazi. Le juge anglais le condamne alors à une amende de 2 millions de livres. En 2005 et 2006, alors qu'il est de passage en Autriche, il est interpellé par la justice autrichienne qui le condamne d’abord à trois ans de prison ferme pour négation de la Shoah, considérée comme un crime par la loi de ce pays, peine ensuite ramenée à un an en appel, qu'il a purgée.

## Biographie

### Famille et enfance
David Irving et son frère jumeau Nicholas sont nés à Hutton près de Brentwood dans le comté d'Essex. Ils ont un frère, John, et une sœur, Jennifer,. Leur père, John James Cawdell Irving (1898–1967), est un officier de marine de carrière et un commandant dans la Royal Navy et leur mère, Beryl Irving née Newington est illustratrice et écrivaine de livres pour enfants.
Pendant la Seconde Guerre mondiale, le père d'Irving est officier à bord du croiseur léger HMS Edinburgh qui essuie une attaque en avril 1942, en mer de Barents, est gravement endommagé par un sous-marin allemand, puis attaqué par un engin de surface et finalement sabordé par une torpille du HMS Foresight, à la suite de quoi John James Cawdell Irving rompt tous les liens avec femme et enfants.
Lors d'une interview, David Irwing décrit son enfance : « Contrairement aux Américains, nous, les Anglais, avons subi de grandes privations ... nous avons traversé l'enfance sans jouets. Nous n'avons eu aucune sorte d'enfance. Nous vivions sur une île peuplée d'armées d'autres peuples ». Selon son frère Nicholas, David est un provocateur et un farceur depuis sa jeunesse. Il déclare que « David avait l'habitude de courir vers les maisons bombardées en criant Heil Hitler ! » - une déclaration que David Irving nie.

### Formation

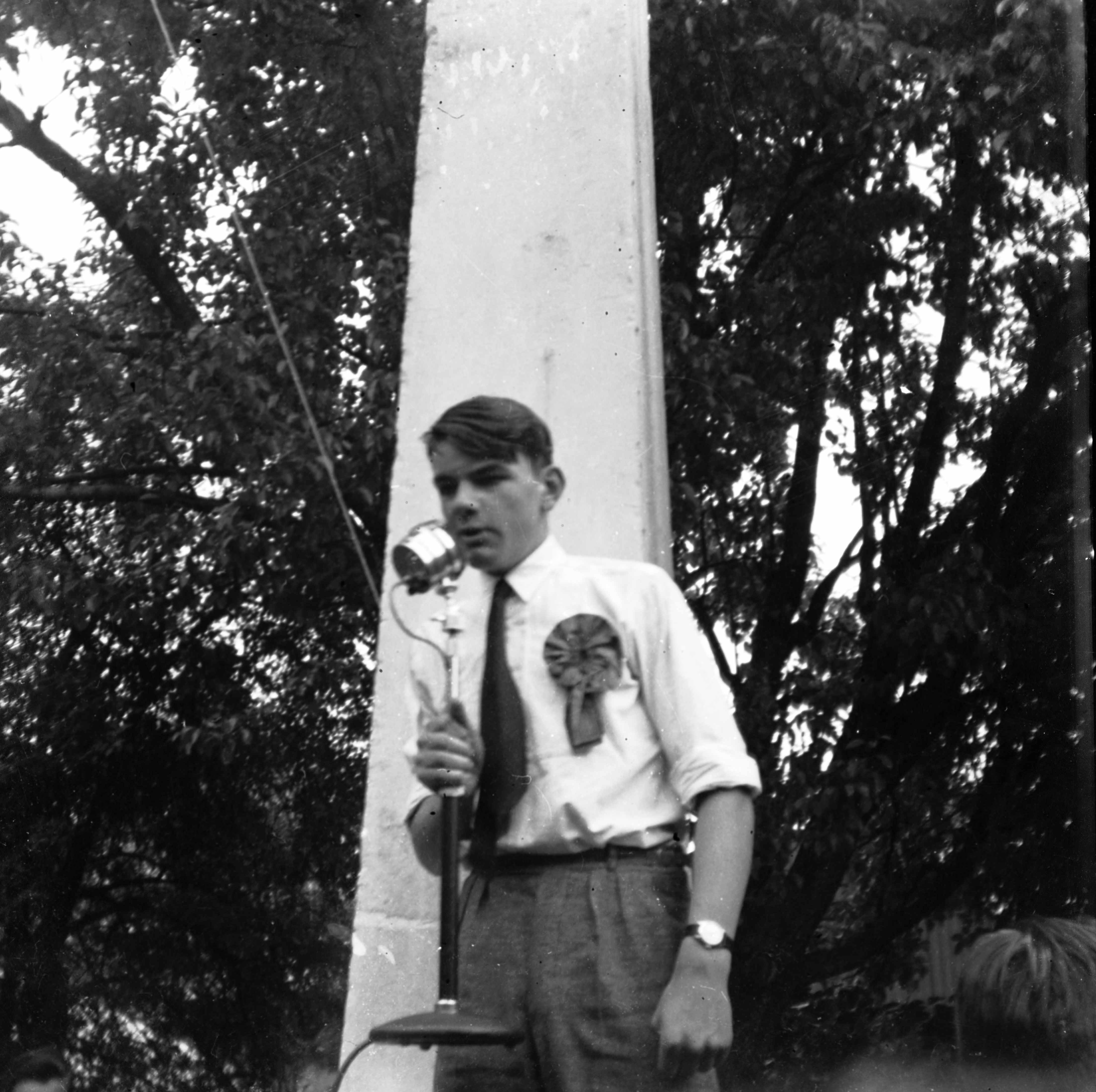
David Irving à Brentwood (1955)

Après avoir terminé son A-level à la (en)Brentwood School, Irving étudie la physique à l'Imperial College de Londres mais en part après la première année pour raisons financières. Il étudie ensuite pendant deux ans en vue d'obtenir un diplôme en économie à l'University College de London mais abandonne de nouveau ses études pour les mêmes raisons que précédemment. Il qualifie lui-même par la suite son parcours universitaire d'« échec total » et en attribue la faute à ses enseignants.
Pendant cette période à l'université, il participe à une discussion sur l'immigration au Commonwealth, en secondant Oswald Mosley à la British Union of Fascists.
En 1959, alors qu'il est rédacteur en chef du Carnival Times, journal du comité du carnaval de l'Université de Londres, il y ajoute un « supplément secret », contenant un article dans lequel il qualifie Hitler de « plus grande force unificatrice que l'Europe ait connue depuis Charlemagne » et déclare que « la formation d'une Union européenne est interprété comme la construction d'un groupe de peuples supérieurs, et les Juifs ont toujours considéré avec méfiance l'émergence de toute « race maîtresse » (autre que la leur, bien sûr) ». Les opposants qualifient également une caricature incluse dans le supplément de « raciste ». Ce supplément est retiré et détruit avant la diffusion du magazine.
Irwing tente ensuite de rejoindre la Royal Air Force mais est jugé médicalement inapte. Ainsi, incapable d'effectuer son service national, il part pour l'Allemagne de l'Ouest où il travaille dans la sidérurgie comme métallurgiste dans une aciérie Thyssen AG dans la région de la Ruhr et apprend la langue allemande. Il déménage ensuite en Espagne où il travaille comme commis dans une base aérienne.

### Premiers ouvrages (1963-1977)

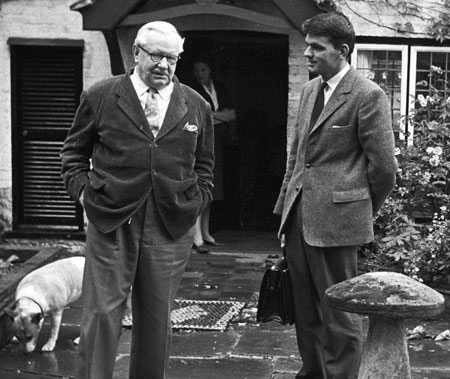
La photographie montre Arthur Harris et David Irving (1962)

Il se fait connaître en 1963 en publiant La Destruction de Dresde, consacré au bombardement de la ville de Dresde par l'aviation britannique, où périrent 25 000 civils. Irving y défend un bilan de 135 000, puis 200 000 victimes, essentiellement sur la base d'un rapport de police fortement suspecté d'être un faux depuis 1955, le TB 47, ce qui fut définitivement prouvé en 1977.
À la suite de ce livre médiatisé, David Irving, autodidacte alors âgé de 24 ans, devient un auteur connu du grand public britannique. Il écrit en 1967 Accident : The Death of General Sikorski, où il reprend une thèse, développée par la propagande nazie, selon laquelle la mort à la suite d'un accident d'avion, en 1943, du général polonais Władysław Sikorski, chef du gouvernement polonais en exil à Londres, était un attentat fomenté par Churchill, afin de pouvoir « livrer » la Pologne à l'URSS ; il réalisera un documentaire sur ce dernier livre en 1999. Toujours en 1967, il publie un ouvrage sur le convoi PQ17, dont il fait porter la responsabilité des pertes au commandant Jack Broome, chef de l'escorte militaire. Broome finit par intenter un procès en diffamation, obtenant la condamnation d'Irving.

### Controverse autour deLa Guerre d'Hitler(1977)
David Irving devient un auteur à succès. Il est cependant de plus en plus controversé pour sa tendance à présenter de manière pour le moins complaisante le régime nazi ainsi que ses principaux acteurs — en particulier, Adolf Hitler et Hermann Göring auquel il consacre des biographies — tout en chargeant les Alliés.
En 1977, il publie son dixième livre, La Guerre d'Hitler, qui suscite la critique acerbe d'une majorité d'historiens. S'il est recensé favorablement pour sa maîtrise des sources par l'historien John Keegan, il fait l'objet, dès 1977, d'une « critique dévastatrice », selon les mots de Ian Kershaw, de la part de Martin Broszat, l'un des fers de lance de la thèse fonctionnaliste au sujet du génocide nazi, thèse qu'Irving paraît radicaliser. Irving affirme en effet qu'Hitler ignorait tout des camps de concentration, en en faisant porter la responsabilité sur Himmler et Heydrich. Broszat montre que si Irving paraît ainsi prendre le parti des fonctionnalistes contre les intentionnalistes dans la controverse sur le nazisme, il déforme en fait la thèse fonctionnaliste puisque celle-ci n'a jamais consisté à affirmer qu'Hitler n'était « pas au courant » mais à défendre l'idée que la politique des différents programmes d'extermination (Shoah, Porrajmos, etc.) avait eu lieu sous l'effet de la bureaucratie nazie, caractérisée par la polyarchie, plutôt que l'idée que l'extermination procédait de la simple application d'une décision exercée au sommet.
L'historien Charles Sydnor publie en 1979 des critiques similaires, soulignant en sus de nombreuses erreurs factuelles, concernant entre autres le soulèvement du ghetto de Varsovie, la réception par Hitler en novembre 1942 d'un rapport émis par l'état-major central de la SS à Berlin faisant état de l'extermination de 363 211 Russes juifs par des Einsatzgruppen entre août et novembre 1942 ou l'erreur grotesque sur le rôle des Einsatzgruppen, dont Irving dit à tort qu'ils étaient chargés de la garde des camps de concentration.
En 1977, le thème de l'Holocauste demeurait largement débattu dans le seul cénacle des historiens : il n'entra réellement dans le débat public qu'à la fin des années 1970, avec notamment la diffusion, entre autres en RFA et en France, de la série Holocauste. Le livre d'Irving paraît ainsi à la fois s'insérer dans la controverse entre intentionnalistes et fonctionnalistes, bien que Broszat s'en distancie immédiatement, et dans l'intérêt du grand public pour la Shoah. Par ailleurs, bien que le négationnisme ait été défendu dès après la guerre (par exemple par Maurice Bardèche), il demeurait encore largement confidentiel. Ce contexte explique l'accueil fait au livre d'Irving, dans la mesure où les historiens lui accordèrent le « bénéfice du doute ».
Par la suite, l'ouvrage a été très critiqué. Dès 1985, Ian Kershaw remarque ainsi que le débat entre intentionnalistes et fonctionnalistes s'est largement apaisé : « il existe beaucoup moins de divergences qu'on ne pourrait le croire — comme en témoigne, par exemple, le tollé soulevé par les travaux largement médiatisés, mais finalement très « marginaux », de David Irving entre autres ». L'historien britannique Donald Watt, tout en contestant les idées d'Irving, lui reconnaît le mérite d'avoir contribué à susciter de nouvelles recherches historiques sur le rôle concret d'Hitler dans le massacre de Juifs européens ; Richard J. Evans est moins convaincu, et considère que, si la connaissance sur la Shoah a beaucoup progressé depuis la fin des années 1970, les travaux d'Irving n'y ont pas tenu de rôle direct et majeur.

### Évolution vers le négationnisme

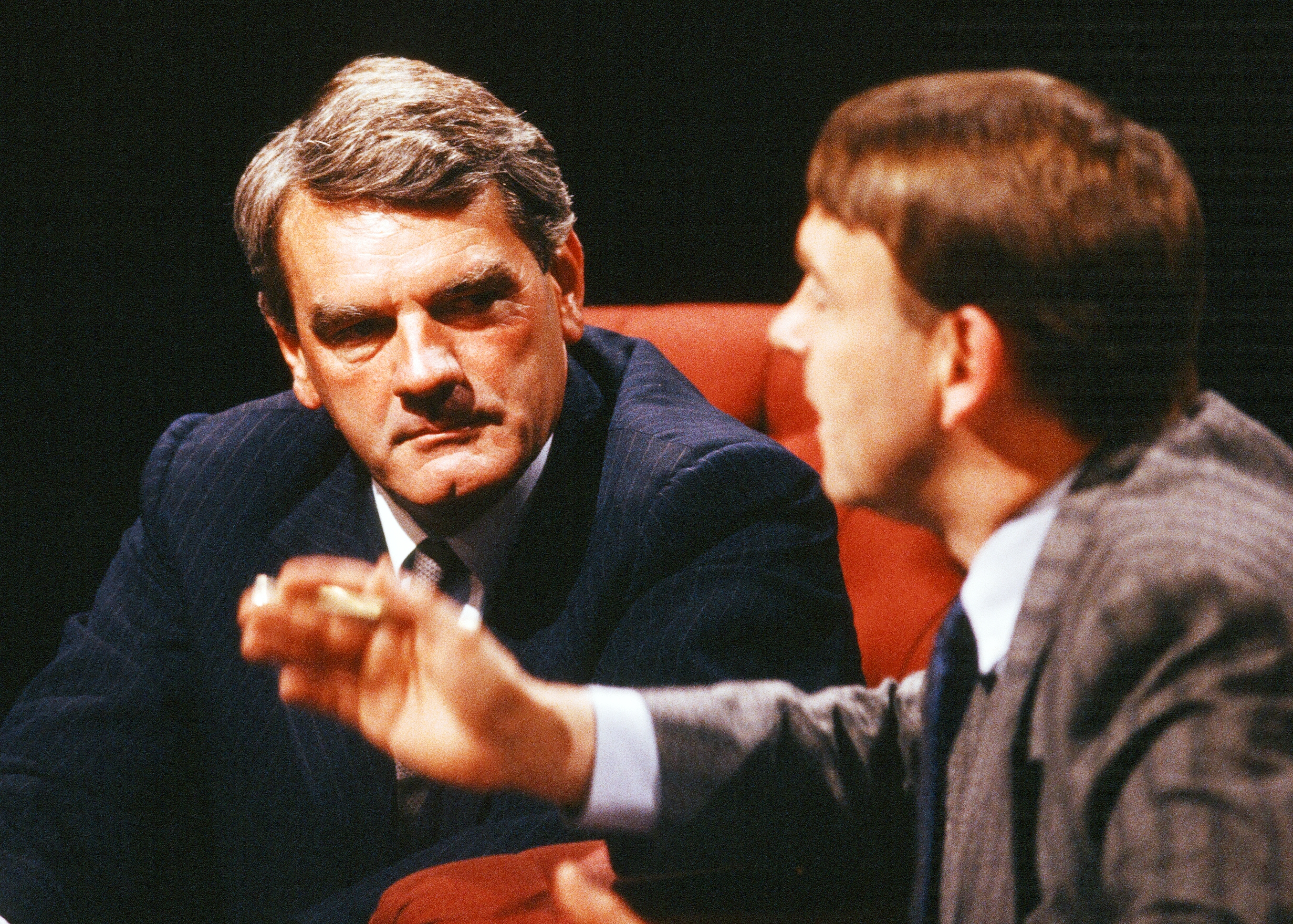
David Irving (de face) lors d'un débat à la télévision britannique (28 mai 1988)

Irving a évolué avec les années vers des positions plus radicales et a fréquenté les droites les plus extrêmes tant aux États-Unis qu'en Europe. Dans les années 1980, après avoir été initialement prudent sur la question, il se déclare convaincu de l'impossibilité technique des chambres à gaz par le Rapport Leuchter pour le compte de la défense du négationniste Ernst Zündel, en procès au Canada. À la fin de la décennie, il adopte dans ses conférences un discours négationniste et élimine toute mention relative à un massacre ordonné et systématique des Juifs dans les rééditions de La Guerre d'Hitler.
À la suite de ces déclarations, Irving est déclaré persona non grata dans plusieurs pays d'Europe occidentale dont l'Allemagne, l'Italie et l'Autriche. En novembre 1992, il est interdit de séjour au Canada mais rend quand même visite à un centre néo-nazi à Kitchener avant d'être expulsé vers le Royaume-Uni.
Au début des années 1990, la réputation d' Irving devient de plus en plus sulfureuse et il a des difficultés à trouver des éditeurs. En 1992, l'éditeur Macmillan Publishers annule son contrat pour la publication d'une biographie de Joseph Goebbels (finalement publiée par l'éditeur américain St. Martin's Press). En 1994, il est mentionné dans Denying the Holocaust: the growing assault on truth and memory, ouvrage consacré au négationnisme par l'universitaire américaine Deborah Lipstadt. En mars 1996, St. Martin's Press, devant la mauvaise publicité entraînée par la réputation d'Irving, finit par annuler la sortie de la biographie de Goebbels. N'ayant plus d'éditeur, Irving crée dans les années suivantes sa propre structure, Focal Point Publications, qui s'emploie à publier ou à rééditer ses livres.

### Procès contre Deborah Lipstadt (1996-2000)

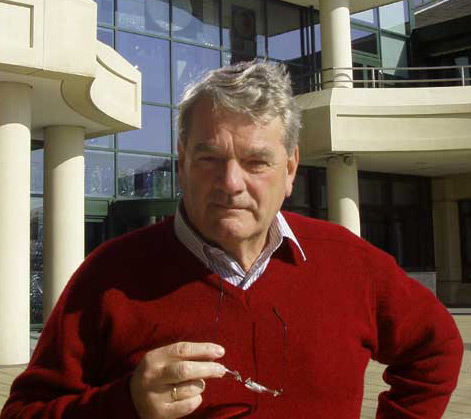
Irving posant devant le bâtiment des Archives nationales à Londres (2003)

En 1996, désireux de rebâtir sa réputation d'historien, il porte plainte pour diffamation contre Deborah Lipstadt et l'éditeur britannique de cette dernière, Penguin Books, les accusant d'avoir ruiné sa réputation en le qualifiant de propagandiste négationniste et pro-nazi. Le procès, qui débute en janvier 2000, est particulièrement médiatisé au Royaume-Uni. Irving fait émettre une injonction exigeant le témoignage de John Keegan, qui avait recensé favorablement certains de ses ouvrages : Keegan, à la barre, confirme avoir trouvé des qualités aux anciens livres d'Irving, mais qualifie de « perverse » la thèse de ce dernier sur l'ignorance de la Shoah par Hitler. Irving objecte qu'Hitler ne pouvait connaître la signification de la Shoah puisque ce terme ne fut consacré que des décennies après la fin de la guerre. L'historien Richard J. Evans réalise pour le compte de la défense une étude de l'ensemble de l'œuvre de David Irving, et témoigne ensuite à la barre comme expert, concluant à une volonté délibérée de la part d'Irving de maquiller les sources et les faits.
En avril 2000, le jugement déboute David Irving, la cour estimant que les constats de Deborah Lipstadt étaient fondés,. Le quotidien The Times consacre sa une au verdict — qualifiant Irving de « raciste ayant déformé la vérité » (« Racist who twisted the truth ») — de même que le International Herald Tribune.
Par ce jugement, Irving est reconnu sur le plan judiciaire comme un apologiste d'Hitler et du Troisième Reich, un antisémite, un raciste, un falsificateur de l'histoire et un négationniste. Le juge Charles Gray rend son jugement le 11 avril 2000 et constate :
« [Irving est] un négationniste actif ; c'est un antisémite et un raciste ; il s'associe avec des extrémistes de droite qui font la promotion du néo-nazisme […]. Le contenu de ses discours et de ses interviews démontrent une tendance clairement pro-nazie et anti-juive. Il fait sur le régime nazi de surprenantes affirmations, souvent infondées, qui tendent à exonérer les nazis des atrocités épouvantables qu'ils ont infligées aux juifs. […] De mon point de vue, la défense a établi que Irving avait un objectif politique. Un objectif qui, ainsi qu'il est légitime de l'inférer, le dispose, lorsqu'il le trouve nécessaire, à manipuler les données historiques de façon à les rendre conformes à ses croyances historiques. »
En 2002, David Irving est déclaré en faillite personnelle, étant incapable de rembourser les frais de justice s'élevant à 2 millions de livres sterling dus à Deborah Lipstadt et à Penguin books. Il doit vendre sa maison et tous ses biens.

### Incarcération en Autriche (2005-2006)

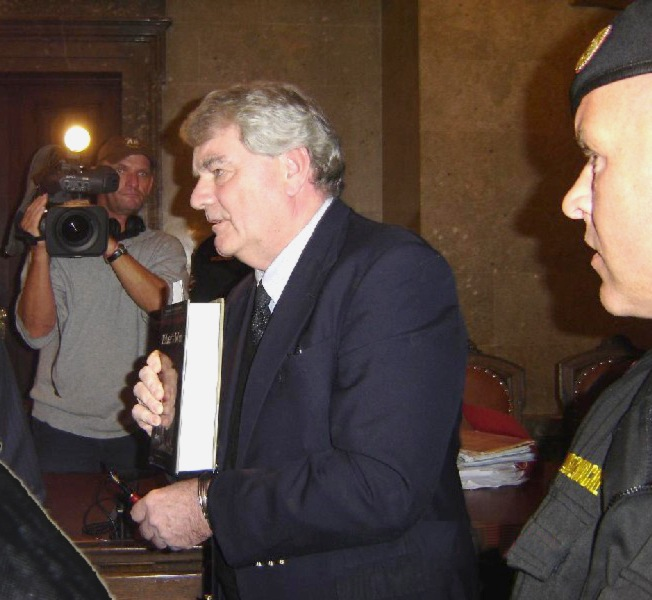
Irving présentant un exemplaire de son livre Hitler's War lors de son procès en Autriche (2006)

Le 11 novembre 2005, venu en Autriche où il est pourtant interdit de séjour, David Irving est incarcéré et mis en examen pour avoir nié le génocide des Juifs lors d'une conférence prononcée dans ce pays en 1990 (le négationnisme étant puni par la loi autrichienne). Lors de l'ouverture de son procès à Vienne, il surprend l'auditoire en déclarant « Je plaide coupable d'avoir affirmé qu'il n'y avait pas de chambres à gaz à Auschwitz. Cette opinion était fausse », revenant ainsi sur ses postulats négationnistes.
À l'issue de sept heures de délibéré, il est finalement condamné à trois ans de prison le 20 février 2006 mais fait appel. Le 20 décembre 2006, sa peine est ramenée à un an de prison ferme et deux avec sursis. Ayant déjà effectué sa peine en préventive, il est libéré et expulsé du territoire autrichien.

### Années 2007-2020
En mai 2007, David Irving tente de vendre ses livres et de donner une conférence à la Foire internationale du livre de Varsovie mais, sa présence ayant été signalée par le musée d'Auschwitz, il est expulsé par les organisateurs de la foire.
En 2009, il ouvre un site internet pour commercialiser des objets de collection liés au nazisme.
Dans les années 2010, il continue de donner des conférences au Royaume-Uni, dans des petits locaux dont il révèle le lieu au dernier moment pour éviter d'attirer des manifestants hostiles.
En 2016, le procès Irving-Lipstadt fait l'objet d'un film, Le Procès du siècle (Denial), de Mick Jackson, adapté du livre que Deborah Lipstadt a consacré à l'affaire. Le rôle de David Irving y est interprété par Timothy Spall.

## Publications
- La Destruction de Dresde (The Destruction of Dresden, 1963) Éditions J'ai lu Leur aventure Nº A146/147
- The Mare's Nest (1964) - (À bout portant sur Londres, la vérité sur les armes secrètes allemandes, 1967)
- La destruction des villes allemandes - traduit de l'allemand Und Deutschlands Städte starben nicht (1965)
- The Virus House (1967)
- The Destruction of Convoy PQ17 (1967)
- Breach of Security (1968)
- La Fin mystérieuse du général Sikorski (Accident — The Death of General Sikorski, 1969)
- The Rise and Fall of the Luftwaffe (1973)
- The Night the Dams Burst (1973)
- La Guerre d'Hitler (Hitler's War, 1977)
- The Trail of the Fox: The Life of Field-Marshal Erwin Rommel (1977)
- The War Path (1978)
- The War Between the Generals (1981)
- Insurrection ! (Uprising! Hungary 1956, one nation's nightmare, 1981)
- The Secret Diaries of Hitler’s Doctor (1983)
- The German Atomic Bomb: The History of Nuclear Research in Nazi Germany (1983)
- War Between the Generals (1986)
- Rudolf Hess. Les Années inconnues du dauphin d'Hitler (1941-1945) (Hess, the Missing Years, 1988)
- Goering, le Maréchal du Reich 1939-1946 (Göring: a biography, 1991)
- Churchill's War, Volume I: the struggle for power (1991)
- Goebbels: Mastermind of the Third Reich (1996)
- Nuremberg, the Last Battle (1996)
- Churchill's War, Volume II: triumph in adversity (2001)
- Banged Up: Survival as a Political Prisoner in 21st Century Europe (2008)